# Platja de Pantín
La platja de Pantín, també coneguda com a platja d'O Rodo, és una platja del municipi gallec de Valdoviño, a la província de la Corunya, situada a la parròquia de Pantín.
S'hi celebra anualment al mes de setembre la Pantín Classic, una prova del campionat del món de surf. Les condicions de vent i onades, de fins a cinc metres, de la platja fan que sigui molt utilitzada per a realitzar esports nàutics.
També es coneix com a platja d'O Rodo, per la localitat en què es troba i que també dona nom a un castro situat en un dels extrems de la platja.

## Galeria d'imatges

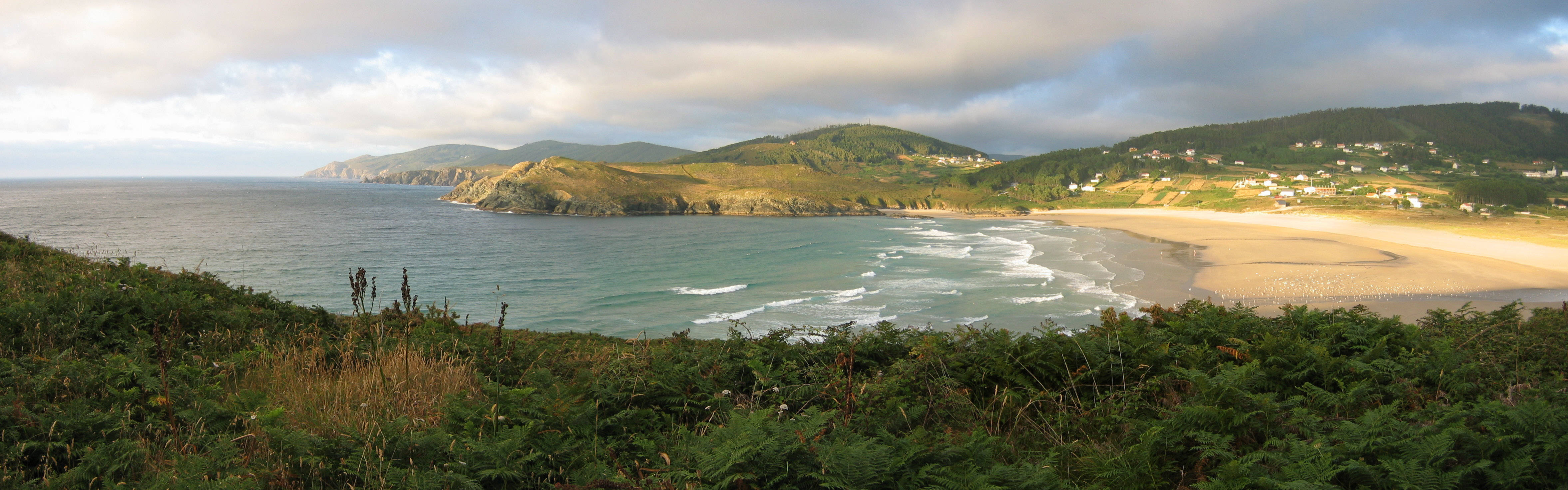